# 賽普勒斯鎮區 (阿肯色州福克納縣)
賽普勒斯鎮區（英語：Cypress Township）是位於美國阿肯色州福克納縣的一個行政鎮區。

## 地方資料
賽普勒斯鎮區的面積為103.62平方千米，當中陸地面積為103.40平方千米，而水域面積為0.22平方千米。根據2010年美國人口普查的數據，當地共有人口5480人，而人口密度為每平方千米52.89人。